# Sándor Csoóri
Sándor Csoóri (Zámoly, 3 de febrer de 1930 – Üröm o Budapest, 12 de setembre de 2016) fou un poeta, assagista, prosista i polític hongarès, membre fundador de l'Acadèmia Literària Digital d'Hongria.

## Vida
Va néixer a Zámoly l'any 1930, en el si d'una família de camperols seguidors de l'església reformada. Es va graduar al Col·legi Pápai Református el 1950, i tot seguit va es va matricular al Departament de Filologia eslava de la Universitat ELTE, però va abandonar els estudis per malaltia. Durant la seva vida, va treballar per a diversos diaris i revistes: va membre de la revista Irodalmi Újság ('Revista Literària') entre el 1953 i el 1954 i, del 1955 al 1956, va ser redactor de la secció de poesia d'Új Hang ('Nova Veu'), però va perdre la feina després de la revolució del 1956. A començament dels anys seixanta, va treballar com a assistent editorial al diari de la Universitat de Tecnologia de Budapest, i del 1968 al 1988 va treballar com a guionista per als estudis Mafilm.

## Obra
- Felröppen a madár ('L'ocell s'envola'). Budapest: Szépirodalmi, 1954
- Ördögpille; Magvető, Budapest, 1957
- Menekülés a magányból; Magvető, Budapest, 1962
- Tudósítás a toronyból; Magvető, Budapest, 1963
- Kubai napló; Magvető, Budapest, 1965
- A költő és a majompofa; Magvető, Budapest, 1966
- Második születésem; Magvető, Budapest, 1967
- Lekvárcirkusz bohócai. Gyermekversek; Móra, Budapest, 1969
- Faltól falig; Magvető, Budapest, 1969
- Forradás; Magvető, Budapest, 1972
- Biztató; Kaláka, Lyndhurst, 1973
- Párbeszéd, sötétben; Magvető, Budapest, 1973
- Utazás, félálomban; Magvető, Budapest, 1974
- Sose harmadnapon. Versek; Megyei Könyvtár, Békéscsaba, 1976
- A látogató emlékei; Magvető, Budapest, 1977
- Jóslás a te idődről; Magvető–Szépirodalmi, Budapest, 1979 (30 év)
- Nomád napló; Magvető, Budapest, 1979
- 80 huszár. Csoóri Sándor és Sára Sándor filmje; Magvető, Budapest, 1980 (Ötlettől a filmig)
- A tizedik este; Magvető, Budapest, 1980
- Iszapeső; Magvető, Budapest, 1981 (Rakéta Regénytár)
- A szellemi haza alapozása; Bartók Centenáriumi Bizottság, Manville, 1981
- Egy nomád értelmiségi; AB, Budapest, 1982
- Elmaradt lázálom; Magvető, Budapest, 1982
- A félig bevallott élet; Magvető, Budapest, 1982
- Tenger és diólevél; Kriterion, Bukarest, 1982 (Századunk)
- Victor Vasarely tíz kompozíciója Csoóri Sándor verseivel. Bartók Béla emlékezetére; Magyar Helikon, Budapest, 1982
- Várakozás a tavaszban; Magvető, Budapest, 1983
- Kezemben zöld ág; Magvető, Budapest, 1985
- Készülődés a számadásra; Magvető, Budapest, 1987
- Lábon járó verőfény; Móra, Budapest, 1987
- Csoóri Sándor breviárium; válogatta, szerkesztette: pályakép, bibliográfia Vasy Géza; Eötvös, Budapest, 1988 (Breviárium)
- ABC. Csoóri Sándor, Fodor András, Horgas Béla, Márton László, Rákos Sándor versei, Szántó Tibor tipografikái; Kner Nyomda, Gyoma, 1988
- A világ emlékművei; Magvető, Budapest, 1989
- Virágvasárnap. A 60 éves költő 60 verse / Csoóri Sándor; Magyar Bibliofil Társaság, Budapest, 1990
- Nappali hold; Püski, Budapest, 1991
- Hattyúkkal, ágyútűzben; Kortárs, Budapest, 1994
- Senkid, barátod. A szerző válogatása életművéből; Trikolor–Intermix–Patent, Budapest–Ungvár–Debrecen, 1994 (Örökségünk)
- Tenger és diólevél. Összegyűjtött esszék, naplók, beszédek 1961–1994. 1-2.; Püski, Budapest, 1994 (Csoóri Sándor életműsorozata)
- Ha volna életem; Kortárs, Budapest, 1996
- Szálla alá poklokra. Esszék; Felsőmagyarország, Miskolc, 1997
- Csoóri Sándor válogatott versei; Unikornis, Budapest, 1998 (A magyar költészet kincsestára)
- A jövő szökevénye. Összegyűjtött versek; Kossuth Egyetemi, Debrecen, 2000
- Diófalomb és gyertyafény; Balaton Akadémia, Balatonboglár, 2000 (Balaton Akadémia könyvek)
- Csöndes tériszony. Új versek; Széphalom Könyvműhely, Budapest, 2001
- Így lásson, aki látni akar; Jókai Városi Könyvtár, Pápa, 2001 (Pápai diákok)
- Forgácsok a földön. Tanulmányok, esszék, interjúk; Széphalom Könyvvműhely, Budapest, 2001
- Elveszett utak; Nap, Budapest, 2003 (Magyar esszék)
- Elkártyázott köpeny; Helikon, Budapest, 2004
- Visszanéztem félutamról; Helikon, Budapest, 2004
- Futás a ködben; Nap, Budapest, 2005
- Ünnep a hegyen. Vallomások a szülőföldről; válogatta, szerkesztette: Káliz Sajtos József; Vörösmarty Társaság, Székesfehérvár, 2005
- Hetvenöt; válogatta, szerkesztette: Balogh Júlia és Görömbei András; Trifaux, Budapest, 2005
- Csoóri Sándor–Szakolczay Lajos: Nekünk ilyen sors adatott. Interjúk, versek, fotók; Írott Szó Alapítvány–Magyar Napló, Budapest, 2006
- Ördögfióka. Rajzok-versek gyermekhangra; rajz Ibolya Utcai Általános Iskola diákjai; Ibolya Utcai Általános Iskola, Debrecen, 2006
- Tenger és diólevél esszé, 1974–1977; Szent György, Budapest, 2007 (Szent György könyvek)
- Tizenhét kő a parton esszék; Nap, Budapest, 2007 (Magyar esszék)
- Moziba megy a hold; Cerkabella, Szentendre, 2008
- Harangok zúgnak bennem; Nap, Budapest, 2009
- A pokol könyöklőjén; Helikon, Budapest, 2010
- Föld, nyitott sebem. Összegyűjtött versek; Nap, Budapest, 2010 + CD
- A szétzilált nemzet esszék; Nap, Budapest, 2010 (Magyar esszék)
- Védőoltás. A magyar irodalomról az Ómagyar Mária-siralomtól napjainkig; Nap, Budapest, 2011
- Hova megy a hegy? Gyermekversek; Nap, Budapest, 2011
- Az elhalasztott igazság beszélgetések, 1971–2010; Nap, Budapest, 2011 (Magyar esszék)
- Csoóri Sándor legszebb versei; válogatta, utószó Pécsi Görgyi; AB-art, Bratislava, 2011
- Már én se volnék harminc év; Nap, Budapest, 2012
- Eltemethetetlen gondok; összeállította: Balogh Júlia; Magyar Közlöny Lap- és Könyvkiadó, Budapest, 2017 (Nemzeti könyvtár)
- Csillagkapu. Válogatott gyermekversek; válogatta: Balogh Júlia, utószó Pálfy G. István, zene Sebő-együttes; Erdélyi Szalon–IAT, Szentendre–Budapest, 2018 (Csoóri Sándor életműsorozat) + CD
- Csoóri Sándor emlékkönyv. Fehér holló feketében; összeállította: Balogh Júlia, szerkesztette: Pálfy G. István; Erdélyi Szalon–IAT, Szentendre–Budapest, 2018
- Éji nap – nappali hold. Naplójegyzetek, töredékek; szerkesztette: Balogh Júlia, Pálfy G. István; Erdélyi Szalon–IAT, Szentendre–Budapest, 2018
  - 1. 1955–1989
  - 2. 1990–2011
- Kapaszkodás a megmaradásért. In memoriam Csoóri Sándor; válogatta: Márkus Béla, összeállította, szerkesztette: Gróh Gáspár; Nap, Budapest, 2019 (In memoriam)
- Régi vérfoltok vöröslenek. Kötetben meg nem jelent írások, 1960–2008; összeállította: Kovács Attila Zoltán, Urbán László, szerkesztette: Balogh Júlia, Pálfy G. István; Erdélyi Szalon–IAT, Szentendre–Budapest, 2019
- Csoóri Sándor összegyűjtött versei; összeállította: Balogh Júlia, szerkesztette: Pálfy G. István; Erdélyi Szalon–IAT, Szentendre–Budapest, 2019 (Csoóri Sándor életműsorozat)
  - 1. 1951–1967. Poétai útkeresések
  - 2. 1967–1977. Költői magára találás
  - 3. 1980–1989. Költői beérkezés
  - 4. 1994–2014. A Parnasszuson